# Lucia Sauca
Lucia Sauca, née le 30 septembre 1963 à Coroiești (Roumanie) et morte en décembre 2013, est une ancienne rameuse roumaine. Elle est médaillée d'argent aux Jeux de 1984.

## Carrière
Lucia Sauca est médaillée d'argent en huit aux Jeux de 1984. Elle est également médaillée d'or en huit aux Mondiaux 1987 ainsi qu'en quatre avec barreur aux Mondiaux 1986 et médaillée de bronze en huit aux Mondiaux 1985.

## Palmarès

### Jeux olympiques
- Jeux olympiques d'été de 1984 à Los Angeles ( États-Unis) :
  -  médaille d'argent en huit

### Championnats du monde
- Championnats du monde 1987 à Copenhague ( Danemark) :
  -  médaille d'or en huit
- Championnats du monde 1986 à Nottingham ( Royaume-Uni) :
  -  médaille d'or en quatre barré
- Championnats du monde 1985 à Hazewinkel ( Belgique) :
  -  médaille de bronze en huit